# Daniel Gormally
Daniel W. Gormally (* 4. Mai 1976) ist ein britischer Schachgroßmeister. 

## Leben
Gormally wurde 1997 zum Internationalen Meister ernannt, seit 2005 trägt er den Titel eines Großmeisters (GM). Die GM-Normen erspielte er im August 2000 beim Ron Banwell Masters in London, beim Hastings-Schachturnier 2002/03 und 2005 beim Gibtelecom Masters in Gibraltar. 2006 gewann er die britische Schnellschachmeisterschaft.

## Nationalmannschaft
Für die englische Nationalmannschaft hatte er Einsätze bei der Mannschaftseuropameisterschaft 2005 am dritten Brett sowie der Schacholympiade 2006 am vierten Brett. Die Schacholympiade 2006 verließ er vorzeitig wegen einer Schlägerei.

## Vereine
In der britischen Four Nations Chess League spielte Gormally in der Saison 1994/95 für die Invicta Knights Maidstone, in 
der Saison 1995/96 für Croydon, von 1996 bis 1999 erneut für die Invicta Knights Maidstone, mit denen er auch am European Club Cup 1998 teilnahm, von 1999 bis 2004 für Guildford A&DC, mit denen er 2004 Meister wurde, von 2004 bis 2006 für Wood Green, mit denen er 2005 und 2006 Meister wurde, in der Saison 2006/07 für die Hilsmark Kingfisher, in der Saison 2007/08 für Richmond, von 2010 bis 2012 für Cheddleton, seit 2012 gehört er Blackthorne Russia an. In der französischen Mannschaftsmeisterschaft spielte Gormally in der Saison 2001/02 für Echiquier Nanceien.

## Werke
- Easy Guide to the Najdorf. Everyman Chess 1999. ISBN 1857445295. (mit Anthony Kosten)
- Calculate Like a Grandmaster. Batsford 2010. ISBN 9781906388690.
- Play Chess Like the PROs. Everyman Chess 2010. ISBN 978-1857446272.
- Mating the Castled King. Quality Chess 2014. ISBN 978-1-907982-71-2.
- Insanity, Passion and Addiction - A Year Inside the Chess World. Chess Evolution 2014. ISBN 978-83-934656-9-9.
- The Comfort Zone: Keys to Your Chess Success. Thinkers Publishing 2021. ISBN  978-94-6420-122-2.
- Pandemic Shark: A Journey Through the World of Chess Improvement. Thinkers Publishing 2022. ISBN 978-94-6420-153-6